# باسین بلو (ژاسم)
باسین بلو (به لاتین: Bassin Bleu) یک پهنه آبی در هائیتی است که در شهرستان شمال غربی واقع شده‌است.